# Rhizochromulinales
Rhizochromulinales é uma ordem de microalgas heterocontes presentemente consideradas parte da classe Dictyochophyceae. Na sua presente circunscrição taxonómica a ordem é monotípica tendo Rhizochromulinaceae como única família e Rhizochromulina como único género.

## Descrição
A ordem Rhizochromulinales, presentemente considerada monotípica, mas com poucos estudos feitos sobre o grupo, é constituída por organismos que produzem zoósporos distintos em forma de fuso e apresentam uma estrutura celular típica dos axodinos. Antes de ser estudada em detalhe, Rhizochromulina, o seu único género conhecido, foi incluído entre as algas superficialmente semelhantes da antiga ordem Chrysamoebales (hoje Chromulinales da classe Chrysophyceae). Contudo, as algas Chrysamoebales produzem zoósporos semelhantes às algas douradas flageladas (Chrysophyceae), o que levou à sua segregação e transferência para a presente posição taxonómica.
Rhizochromulina é um género de microalgas marinhas com características incomuns, cuja única espécie conhecida, Rhizochromulina marina, é um organismo fitoplanctónico amebóide, com clorofila, com um único flagelo.